# Chlorostilbon maugaeus
Chlorostilbon maugaeus е вид птица от семейство Колиброви (Trochilidae).

## Разпространение
Видът е разпространен в Пуерто Рико.